# Panegyrikon
Ein Panegyrikon (von altgriechisch παν- pan = alles, gesamt- und ἀγορά agorá = Versammlung) ist in der katholischen Liturgie eine Bezeichnung für eine Sammlung von Predigten und Homilien. 
Im Byzantinischen Ritus bezeichnet Panegyrikon ein liturgisches Buch mit Lesepredigten für das bewegliche Kirchenjahr sowie der datierten Herrenfeste, der Feste der Gottesmutter und Johannes des Täufers.
Ursprünglich wurde ein Panegyrikon an einer Panegyris einer Fest- oder Volksversammlung, benutzt. Vor der Volksversammlung wurde der Panegyrikus vorgetragen, eine feierliche Lobschrift oder Lobrede, und der Vortragende war der Panegyriker. 
Die deutsche Literatur der Klassik kennt den Panegyriker ebenfalls, diesmal als Verfasser von Prunk- und Ehrenreden. In der übertragenen Bedeutung des Wortes wird er zum Panegyrist, zum lobhudelnden Schmeichler.